# Рекреатіво
«Реа́л Клуб Рекреаті́во де Уе́льва» (ісп. Real Club Recreativo de Huelva, S.A.D.) — іспанський футбольний клуб з Уельви. Заснований 1889 року. Найстаріший футбольний клуб Іспанії.

## Назви клубу
- 1939/40 — «Онуба» (ісп. Onuba Fútbol Club)
- 1940/41—1944/45 — «Рекреатіво Онуба» (ісп. Recreativo Onuba)
- 1945/46— — «Рекреатіво де Уельва» (ісп. Recreativo de Huelva)

## Досягнення
- Переможці Сегунда Дивізіону: 2005-06
- Фіналісти кубка Іспанії: 2002-03